# Cacia (stacja kolejowa)
Cacia (port: Estação Ferroviária de Cacia) – stacja kolejowa w gminie Aveiro, w miejscowości Cacia, w dystrykcie Aveiro, w Portugalii. Znajduje się na Linha do Norte.
Jest obsługiwana przez pociągi CP Urbanos do Porto.

## Historia
Linia między stacjami Estarreja i Taveiro, która została wybudowana przez Companhia dos Caminhos de Ferro Portugueses, została otwarta w dniu 10 kwietnia 1864. Sama stacja została otwarta 1926.

## Linie kolejowe
- Linha do Norte